# Дионисий (архимандрит, Струмица)
Вижте пояснителната страница за други личности с името Дионисий.
Дионисий е български духовник, архимандрит, участник в борбата за утвърждаване на Българската екзархия в Одринска Тракия.

## Биография
Роден е в големия източномакедонски град Струмица. Става уният. Екзарх Йосиф I успява да го убеди да се върне към православието и го назначава за екзархийски архиерейски наместник в Лозенград (днес Къркларели, Турция). По-късно заменя Дойчин Запрев като архиерейски наместник в Дедеагач (1897). Сменен е на поста от свещеник Тодор Попниколов от Райково.